# Joseph Woods
Pour les articles homonymes, voir Woods.
Joseph Woods est un géologue, botaniste et architecte quaker britannique, né le 24 août 1776 à Stoke Newington, village à quelques kilomètres de la Cité de Londres et mort le 9 janvier 1864 à Lewes.

## Biographie
Il commence ses études à son domicile où ses parents, Joseph et Margaret Woods, lui enseignent le latin, le grec ancien et moderne, l’hébreu, l’italien et le français. Vers seize ans, il commence à étudier l’architecture auprès de Daniel Asher Alexander (1768-1846). Son père, Joseph Woods l’ancien, est l’un des fondateurs du mouvement en faveur de l’abolition de l'esclavage, de même que l’un de ses oncles maternels, Samuel Hoare le Jeune. Ces deux hommes font partie des quatre quakers qui fondent le London Abolition Committee, qui est à l’origine de la Society for Effecting the Abolition of the Slave Trade.
En 1806, Joseph Woods fonde la London Architectural Society et en devient son premier président. Avant cette date, on le crédite souvent de la conception et de la construction de la Clissold House à Stoke Newington, mais ceci semble improbable. En 1816, aussitôt la fin des guerres napoléoniennes, il se rend sur le continent et visite la France, la Suisse et l’Italie pour y étudier l’architecture et la botanique. Il relate son expérience dans Letters of an Architect, un livre qui paraît en 1828.
Dans le domaine de la botanique, il avait déjà fait paraître une étude du genre Rosa dans les Transactions of the Linnean Society en 1818 sous le titre de Synopsis of the British Species of Rosa. À partir de 1835, Woods se consacre principalement à son autre passion, la botanique. Il fait paraître, en 1835, le Companion to the Botanical Magazine puis, de 1836 à 1843, The Physiologist. En 1850, The Tourist’s Flora : a descriptive catalogue of the flowering plants and ferns of the British Islands, France, Germany, Switzerland, Italy, and the Italian Islands, ouvrage basé sur ses observations lors de ses voyages. Il est membre de la Linnean Society of London, de la Royal Geographical Society et de la Society of British Architects. Robert Brown (1773-1858) lui dédie le genre Woodsia de la famille Woodsiaceae en 1810.

## Source
- (en) Cet article est partiellement ou en totalité issu de l’article de Wikipédia en anglais intitulé « Joseph Woods » (voir la liste des auteurs). (version du 20 janvier 2007)